# Alexei Pawlowitsch Schipenko
Alexei Pawlowitsch Schipenko (russisch Алексей Павлович Шипенко; * 3. Oktober 1961 in Stawropol, Sowjetunion) ist ein russischer Schriftsteller, Drehbuchautor, (Film)Regisseur, Musiker und Schauspieler. Er tritt als (Film)Regisseur auch unter dem Pseudonym Prem Kavi in Erscheinung oder mit der Namensschreibweise Alexey Shipenko.

## Leben
Alexei Schipenko studierte von 1979 bis 1983 Schauspiel an der Moskauer Kunsttheaterhochschule des MChAT (Tschechow-Künstlertheater Moskau) bei Anatoli Wassilijew. Von 1983 bis 1985 war er an Theatern in Tallinn und Moskau engagiert.
Sein erstes Stück Der Beobachter schrieb er 1984. Es wurde uraufgeführt in Wassiljews Theater der Dramatischen Kunst. Die deutsche Premiere fand 1988 in Westberlin im Metropoltheater statt. Schipenko trat in der Aufführung als Schauspieler und auch als Musiker auf.
Ebenfalls 1984 gründete Schipenko in Moskau die Rock-Band „Theater“, für die er Texte schrieb und sang. Zwei LPs wurden veröffentlicht. 1988 gründete er die Band „Can Guru“. Es erschienen ebenfalls zwei LPs. Ab 1990 wurden Schipenkos Theaterstücke auch in Deutschland aufgeführt. Sein Stück Archeologia wurde 1990 bestes ausländisches Stück in der Zeitschrift Theater heute.
Schipenko zog nach Berlin, wo er seitdem als freier Schriftsteller, Regisseur und Musiker lebt. Er inszenierte an der Volksbühne Berlin, am Bremer Theater, Theater Kassel, Deutschen Theater Alma-Ata, Théâtre des Capucins Luxembourg, an der Akademie der Künste Berlin, am Akademie Schloss Solitude und am Staatstheater Kassel. Außerdem war er Gastdozent für Regie an der Hochschule für Schauspielkunst „Ernst Busch“ Berlin Berlin und für Szenisches Schreiben an der Hochschule der Künste Berlin.
Die Stücke von Schipenko wurden in den USA, der Schweiz, in Luxemburg, Frankreich und Großbritannien, in Moskau, St. Petersburg, Kiew, Taschkent und Omsk aufgeführt.
1997 erschien die Novelle 77 in der edition Solitude. 1998 erschien sein Roman Das Leben Arsenijs im Suhrkamp Verlag. 1999 erschien Das Buch der Koinzidenzen in der edition Solitude.
Seit Anfang 2002 tritt er in Deutschland wieder als Schauspieler auf. In der Inszenierung Hedda Gabler am Schauspielhaus Bochum unter der Regie von Ernst Stötzner spielte er neben Dörte Lyssewski und Irm Hermann die Rolle des Løvborg.
Auch als Musiker tritt Schipenko seit 2004 wieder auf, allein als Løvborg und zusammen mit Fabian Feyerabendt von Toktok in der Band „contemporary household“. Fabian Feyerabendt mixt die Beats; Text, Gitarre und Gesang kommen von Schipenko. Als erste Single wurde she said veröffentlicht. Im Januar 2008 veröffentlichte Schipenko (Gesang, Gitarre, Bass) zusammen mit Thomas Bloch-Bonhoff alias Serafin (Klavier, Orgel, Celesta, Akkordeon) die CD Løvborg Winter.
Seit 2006 ist er Hausautor und Regisseur am Theater CTB Companhia de Teatro de Braga in Portugal und seit 2011 künstlerischer Mitarbeiter der Leitung ebenda. Er inszenierte am CTB eigene Stücke wie Leben als Beispiel / A Vida Como Exemplo (2006), Praça de Touros (2007), Jardim (2011) wie auch anderer Texte, z. B. Último Acto / Letzter Akt (2008) von Anna Langhoff oder Os Lusíadas / Die Lusiaden (2008), von Luís de Camões.
Als Mitbegründer und Mitglied der Künstlergruppe „Berlin united theater“ arbeitet er regelmäßig an Theatern im In- und Ausland und schreibt auch immer wieder Theaterstücke und Filmskripte für Russland. So gewann der von ihm geschriebene Film The Goat, Regie Igor Voloshin, beim Kinotaur Russian Film Festival in Sotschi den Preis in der Kategorie Bester Kurzfilm. Zu Der Mongole, dem ersten Teil, eines ursprünglich als Trilogie konzipierten Filmprojektes über Dschingis Khan, schrieb Schipenko das Drehbuch, ebenso zur geplanten, aber nicht realisierten Fortsetzung.
2008/09 arbeitete Schipenko mit dem Regisseur Pjotr Wiktorowitsch Buslow zusammen, dessen Film  Bumer und Boomer 2 zu den größten Erfolgen des aktuellen russischen Kinos gehören. 2010 spielte er in Buslows Kurzfilm Sunrise/Sunset, einem Film des von der Firma Wrigley gesponserten Kurzfilm-Projekts Experiment FIVE, an dem neben Buslow die Regisseure Alexander Weledinski, Igor Woloschin, Andrej Swjaginzew und Aleksej Popogrebski teilnahmen.
Seit 2010 arbeitet Schipenko als Drehbuchautor für verschiedene russische Produzenten und Regisseure, außerdem inszeniert er weiterhin an verschiedenen Theatern Europas. 2011 übersetzte er Ödipus, Tyrann. nach der Übersetzung von Friedrich Hölderlin und Bearbeitung von Heiner Müller ins Russische für eine Aufführung am Saratover TUZ Theater. 
Im März/April 2014 begann der russische Regisseur Pjotr Wiktorowitsch Buslow mit den Dreharbeiten zu dem größtenteils in Indien gedrehten Родина/Vaterland, Drehbuch Alexej Schipenko und Andrej Migatschev.
Zusammen mit dem Schauspieler Stipe Erceg gründete Alexej Schipenko außerdem 2013 die Filmproduktionsfirma „Nondual Productions“, die bisher die Filme Synchronisiert und Globo de Fogo produziert hat und seit 2014 zusammen mit dem Theater CTB Companhia de Teatro de Braga/Portugal verschiedene Film-Projekte verfolgt, die Theater- und Filmarbeit miteinander verbinden. 2014 und 2015 entstanden dabei der Dokumentarfilm Semana Santa und der Spielfilm Fideliche.
Alexei Schipenko hat vier Kinder und ist verheiratet mit der Autorin und Regisseurin Anna Langhoff. Sein Sohn Klim Schipenko ist ein  russischer Filmregisseur.

## Werke

### Filme
- Sunrise/Sunset von Pjotr Wiktorowitsch Buslow  (Drehbuch und Hauptrolle)
- Globo De Fogo, (Regie)
- Synchronisiert, (Buch und Regie)
- Rodina/Vaterland von Pjotr Wiktorowitsch Buslow  (Drehbuch)
- Fideliche, (Buch und Regie)

### Theaterstücke
- Love – Die schönste Geschichte
- Der Beobachter / Archeologia / Suzuki / Suzuki 2 / La-5 in der Luft; S. Fischer Verlag, Frankfurt
- Moskau - Frankfurt 9000 Meter über der Erdoberfläche / Zyrikon
- Aus dem Leben des Komikaze / DasKind / Mein Weißer Mercedes
- Last Russian Play / Meine Heimat ist die UdSSR / Bábki
- Raucher Ketten Geschichten / Lenin – McCartney / Berlin.Winter.
- porte ouverte de 7h a 21h / BinLaden.Wunderlampe.

### Romane
- Das Leben Arsenij, Suhrkamp Verlag
- „77“, edition Solitude

### Hörspiele
- Die innere deutsche Stimme / Heimliche Weisheit / Becker und Söhne

## Stipendien
- 1993 & 1997 Literatur-Stipendium des Berliner Senats
- 1995 und 1996 Stipendium an der Akademie Schloß Solitude
- 1965 Stipendium der Akademie der Kuenste Berlin
- 1998 Stipendium im Künstlerdorf Schöppingen
- 1999 Stipendium auf Schloss Wiepersdorf
- 2001 Alfred-Döblin-Stipendium
- 2002 Baldreit Stipendium Baden-Baden
- 2003 Stipendium der Stiftung Preussische Seehandlung
- 2009 Literatur-Stipendium des Berliner Senats